# East Portlemouth
East Portlemouth – wieś i civil parish w Anglii, w Devon, w dystrykcie South Hams. W 2011 civil parish liczyła 162 mieszkańców.